# Buzz Aldrin

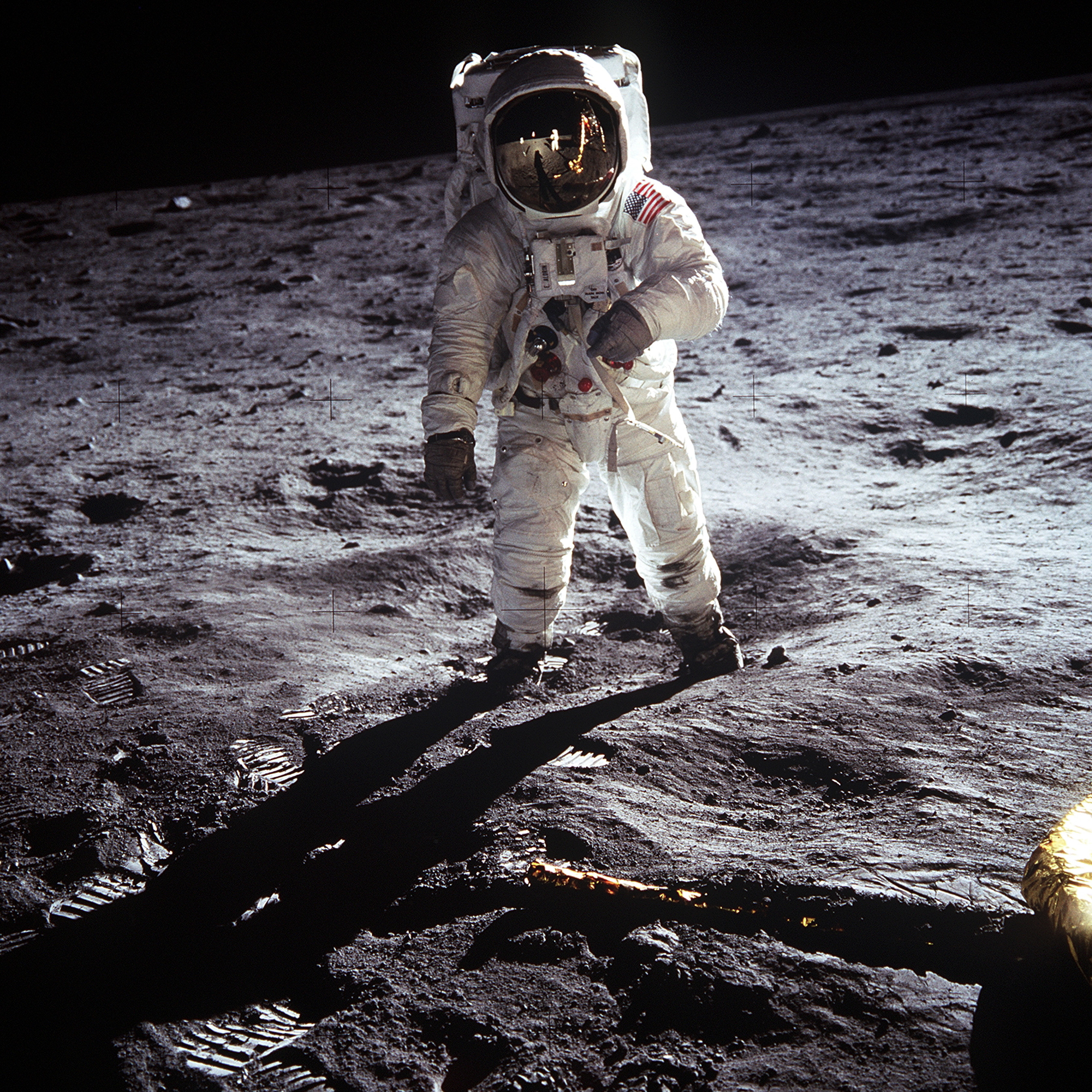
Buzz Aldrin na Księżycu, 21 lipca 1969

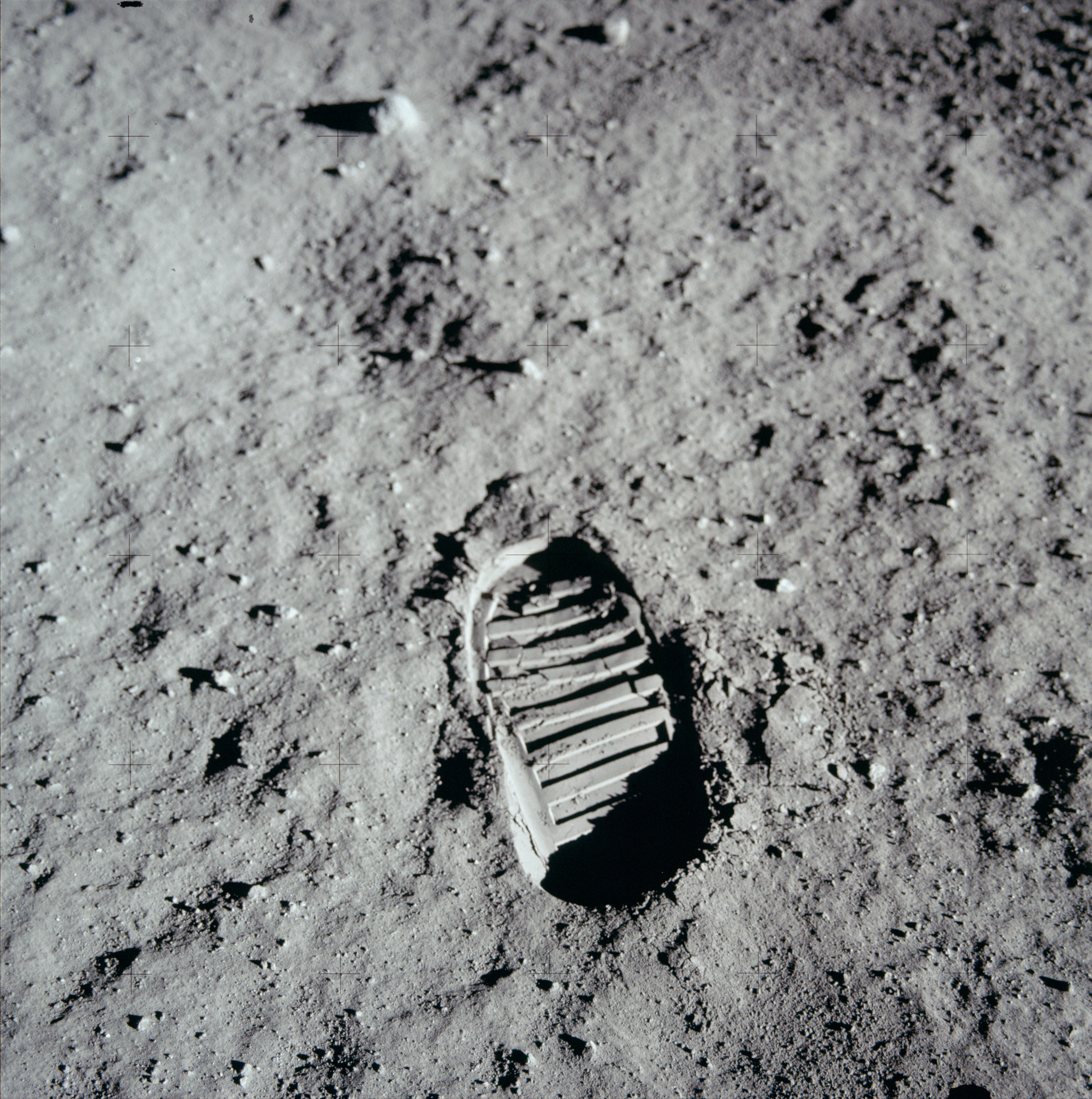
Odcisk buta Aldrina na Księżycu

Edwin Eugene Buzz Aldrin, jr (ur. 20 stycznia 1930 w Montclair w stanie New Jersey) – pułkownik Sił Powietrznych Stanów Zjednoczonych, astronauta amerykański, brał udział w pierwszym lądowaniu na Księżycu.

## Życiorys
Po urodzeniu rodzice nadali mu imiona: Edwin Eugene. Przydomek „Buzz” otrzymał w dzieciństwie – „Buzzerem” nazywała go młodsza siostra, mająca trudności z prawidłową wymową słowa „brother” (brat). W 1988 w postępowaniu administracyjnym zmienił przydomek na imię prawne.
W 1951 ukończył Akademię Wojskową Stanów Zjednoczonych West Point z trzecią lokatą na ogólną liczbę 475 dyplomantów. Samolotami zaczął latać w 1952 (Teksas). Walczył w Korei jako pilot (F-86) – wykonał 66 lotów bojowych, zestrzelił dwa samoloty MiG-15 a jeden uszkodził. W 1963 zdobył tytuł doktora w dziedzinie astronautyki w Massachusetts Institute of Technology (MIT). Pracę dyplomową zadedykował „Tym, którzy będą realizować program kosmiczny – obym był jednym z nich!”. W ciągu dwóch miesięcy od uzyskania doktoratu jego pragnienie się spełniło. Szybko zdobył sobie przydomek „Dr Rendez-vous”, nadany mu przez kolegów, którzy czytali jego pracę. Otrzymał honorowe tytuły naukowe od Gustavus Adolphus College (1967) i Clark University w Worcester w stanie Massachusetts. Zaangażowany w skauting, pełnił odpowiedzialne funkcje w Webster Presbyterian Church. Zapalony biegacz, nurek, a także gimnastyk. Członek Stowarzyszenia Pilotów Doświadczalnych i Amerykańskiego Instytutu Aeronautyki i Astronautyki, a także stowarzyszeń inżynierów Sigma Gamma Tau i Tau Beta Pi oraz stowarzyszenia badań naukowych Sigma Ksi. Uhonorowany m.in. Distinguished Flying Cross, Air Medal, Air Force Commendation Medal i NASA Group Achievement Award for Rendezvous Operations Planning Team. Członek honorowy Międzynarodowego Stowarzyszenia Mechaników i Inżynierów Lotniczych i Kosmicznych oraz Stowarzyszenia Medycyny Lotniczej i Kosmicznej. W ramach programu Gemini współpracował przy ustalaniu kolejności manewrów podczas spotkania statków na orbicie oraz lotów zespołowych, przewidzianych w programie Apollo.
Zakwalifikowany w 1963 do trzeciej grupy astronautów NASA. Pilot rezerwowy w misji Gemini 9, pilot w misji Gemini 12, w czasie tego lotu przebywał poza statkiem przez 5 godzin i 30 minut, rezerwowy pilot modułu załogowego Apollo 8, a przede wszystkim pilot lądownika księżycowego Apollo 11 (był drugim człowiekiem na Księżycu). Odszedł z NASA w lipcu 1971, został Dowódcą Szkoły Pilotów do Badań Przestrzeni Kosmicznej (Aerospace Research Pilots School) w bazie wojskowej w Edwards w Kalifornii. Emerytowany w 1972, został konsultantem w Comprehensive Care Corporation w Newport Beach. Obecnie mieszka w południowej Kalifornii, gdzie jest konsultantem w Starcraft Enterprises.
Opublikował dwie książki: Return to Earth (Powrót na Ziemię) i Men From Earth (Ludzie z Ziemi).
Pojawił się gościnnie w kilkudziesięciu filmach i serialach (m.in. Transformers 3, Futurama, Simpsonowie, Teoria wielkiego podrywu), grając w nich samego siebie. W 2012 użyczył głosu postaci Astronoma w grze Mass Effect 3. Buzz Astral, jeden z bohaterów serii Toy Story, otrzymał imię na cześć Aldrina. Wziął udział w dziesiątej edycji programu „Taniec z gwiazdami”, zajmując przedostatnie miejsce.
Jest wolnomularzem.

## Odznaczenia, nagrody i upamiętnienie
- Medal Sił Powietrznych za Wybitną Służbę
- Legia Zasługi
- Zaszczytny Krzyż Lotniczy – dwukrotnie
- Medal Lotniczy – trzykrotnie
- Medal Pochwalny
- Air Force Longevity Service Award
- Air Force Command Pilot Astronaut Wings
- Prezydencki Medal Wolności
- Złoty Medal Kongresu
- NASA Distinguished Service Medal
- NASA Exceptional Service Medal
- Medal za Lot Kosmiczny – dwukrotnie
- Nagroda Lowella Thomasa (1989)[7]
- Wprowadzenie do Narodowego Lotniczego Panteonu Sławy (National Aviation Hall of Fame) (2000)
- Gwiazda w Alei Gwiazd w Los Angeles
- Jego imię nosi krater Aldrin na Księżycu[8] oraz planetoida (6470) Aldrin[9]
- Universal Astronaut Insignia za lot orbitalny (nr 29) – Stowarzyszenie Uczestników Lotów Kosmicznych (Association of Space Explorers(inne języki))[10]